# Toby Stevenson
Toby Stevenson (Odessa, 19 novembre 1976) è un ex astista statunitense, vicecampione olimpico a Atene 2004, anno in cui con 6,00 m capeggiava le liste mondiali stagionali.
Fa parte del ristretto club dei 6 metri

## Biografia
Nel suo anno d'oro, il 2004, si anche aggiudicato il suo unico titolo di campione nazionale assoluto statunitense.

## Progressione
Stevenson è stato presente per sei stagioni nella top 25 mondiale all'aperto.
| Stagione | Risultato | Rank. Mond. | Luogo     | Data        |
| -------- | --------- | ----------- | --------- | ----------- |
| 2002     | 5,74 m    | 19          | Eugene    | 26 maggio   |
| 2003     | 5,75 m    | 15          | Stanford  | 29 marzo    |
| 2004     | 6,00 m    | 2           | Modesto   | 8 maggio    |
| 2005     | 5,90 m    | 4           | Eugene    | 4 giugno    |
| 2006     | 5,82 m    | 8           | Stoccarda | 9 settembre |
| 2009     | 5,75 m    | 10          | Eugene    | 27 giugno   |

## Palmarès
| Anno | Manifestazione  | Sede    | Evento           | Risultato | Prestazione | Note |
| ---- | --------------- | ------- | ---------------- | --------- | ----------- | ---- |
| 2004 | Giochi olimpici | Atene   | Salto con l'asta | Argento   | 5,90 m      |      |
| 2009 | Mondiali        | Berlino | Salto con l'asta | 24º (q)   | 5,40 m      |      |

## Altre competizioni internazionali
2003
- Oro ai Giochi panamericani ( Santo Domingo), salto con l'asta - 5,45 m[4]